# Yara International
Yara er en norsk virksomhed, som fremstiller gødning og kemikalier. Yara blev etableret i 1905 under navnet Norsk Hydro og var verdens første producent af mineralske gødninger. Selskabet blev i 2004 udskilt fra Norsk Hydro. I Danmark har Yara hovedkontor i Fredericia og gødningsterminaler i Randers og Vordingborg. Yara Danmark A/S driver derudover lagre og produktionsanlæg, som f.eks. salpetersyre terminalen på Prøvestenen i København og Flex Gødning på Masnedø. 
Yara havde ved slutningen af 2018 ca. 17.000 ansatte og salg til mere end 160 forskellige lande verden over. Den norske stat er med 36% af aktiekapitalen selskabets største aktionær.
I Danmark har Yara hovedsæde i Fredericia og afdelinger i København, Randers og Vordingborg.
- Wikimedia Commons har flere filer relateret til Yara International

59°54′N 10°42′Ø / 59.900°N 10.700°Ø